# Programa Themis
Themis es un programa de la Agencia Espacial Europea (ESA) que está dando los primeros pasos hacia la demostración en vuelo de un prototipo de primera etapa de cohete reutilizable. El prototipo del cohete en si también se llamará Themis, y el inicio de los vuelos está programado para 2023.

## Contexto
Se espera que Themis proporcione valiosa información sobre el interés económico de la reutilización para el programa espacial gubernamental europeo y que desarrolle tecnologías para su uso potencial en futuros vehículos de lanzamiento europeos.
Themis será propulsado por el motor Prometheus de la ESA.
Se consideran dos sitios de aterrizaje posibles:
- Diamant Zone, utilizado para demostraciones experimentales
- Complejo de lanzamiento de Ariane 5, el cual estará disponible después de la transición del vehículo Ariane 5 al Ariane 6.

A fecha de diciembre de 2020, el calendario estimado del programa era el siguiente:
- 2020: Prueba de etapa básica prueba
- 2021: Prueba de motor
- 2022: Prueba de salto
- 2023: Prueba en vuelo inicial
- 2023-2024: Prueba de bucle
- 2025: Prueba de envolvente de vuelo completa

Las pruebas de vuelo suborbital están programadas para empezar en 2023 como pronto en el Puerto espacial europeo en Kourou, Guayana Francesa.

## Historia
El 15 de diciembre de 2020 la ESA firmó un contrato por valor de 33 millones de euros con el contratista principal ArianeGroup en Francia para la "fase inicial de Themis". Esta primera fase de Themis implica el desarrollo de las tecnologías del vehículo de vuelo, así como demostraciones de banco de pruebas y fuego estático en Vernon, Francia. También incluye la preparación del segmento terreno en el Centro Espacial Esrange en Kiruna, Suecia, para las primeras pruebas de salto y cualquier modificación del vehículo de vuelo asociada.